# Rudolf van Schaik
Roelof Hillegondus Marie (Rudolf) van Schaik (Utrecht, 23 maart 1881 – Den Haag, 14 augustus 1924) was een Nederlands tenor en in het begin van zijn loopbaan ook violist. 
Hij was zoon van winkelier Willem Frederik Marinus van Schaik en Roelofina Hillegonda Maria Huisman. Zelf was hij getrouwd met Christina Fleck (overleden in 1907), tussen 1910 en 1912 (echtscheiding) met zangeres Annie Ligthart, eindjaren tien met operazangeres Anna Elisabeth Hedwig Theodora Lukats de Borosnyo (geboren Braun) en vanaf laat 1920 met Louise Rosalie Lutter.
Hij kreeg zijn opleiding aan de Muziekschool van de Maatschappij tot Bevordering der Toonkunst in zijn geboortestad. Hij nam al op jonge leeftijd plaats in het Stedelijk Orkest van Utrecht. Na verloop van tijd werd hij in 1904 docent viool aan genoemde muziekschool. Hij startte rond die tijd ook een zangersloopbaan, volgde lessen bij Hendrik C. van Oort en Raimund von zur-Mühlen. Dat bracht hem meer succes, onder andere in Duitsland en België. Vanaf 1909 was hij te vinden bij de Nederlandse Opera, waar hij lyrisch tenor werd, maar zong ook in het Stadttheater in Praag.
Zijn laatste jaren was hij administrateur bij het Gebouw voor Kunsten en Wetenschappen in Den Haag, maar bleef ook zingen. In april 1923 stond hij op de planken met Boris Godoenov van Modest Moessorgski; andere stemmen werden gezongen door bijvoorbeeld Martine Dhont, Suze Luger-van Beuge en zijn leraar Van Oort.
Rudolf van Schaik zong tussen 1907 en 1919 vijftien concerten met het Concertgebouworkest, meest onder Willem Mengelberg, maar ook onder Johan Wagenaar in diens De doge van Venetië en De Cid.
Hij werd begraven op de Algemene Begraafplaats te Den Haag, waarbij onder andere musici Johan Wagenaar en Albert van Raalte, leider van Co-Opera-Tie, aanwezig waren. 